# Cherentes niveilateris
Cherentes niveilateris – gatunek chrząszcza z rodziny kózkowatych i podrodziny zgrzypikowych. Jedyny przedstawiciel rodzaju Cherentes.

## Zasięg występowania
Gatunek ten występuje w Ameryce Południowej i Północnej, notowany w Meksyku, Kostaryce, Panamie, Kolumbii, Peru, Gujanie Francuskiej, Brazylii, Boliwii (departament Santa Cruz), Paragwaju oraz Argentynie.